# Krivo skretanje 2
Krivo skretanje 2: Kraj puta (eng. Wrong Turn 2: Dead End) je američki horror iz 2007. godine, kojeg je režirao Joe Lynch, a scenarij napisali Turi Meyer i Al Septien. Film je prvi put prikazivan na festivalu u Londonu 25. kolovoza i na američkom Austins Fantastic Fest festivalu 21. srpnja 2007. godine. Kritičari su ga ocijenili dosta dobrim, s obzirom na to da se radi o nisko budžetnom hororu, a ipak dosta kvalitetnom.

## Radnja
U šumama Zapadne Virginije odigrava se postapokaliptični reality show u kojem sudionici moraju preživjeti sve zamke neistražene divljine. No, ne samo da preživljavanje u šumi predstavlja velik izazov natjecateljima, stvari se dodatno pogoršaju te sve pođe po zlu kada kandidati shvate da ih lovi incestualna obitelj koja ih je odabrala za večeru. Štoviše, voditelj showa, umirovljenik poručnik Dale Murphy (Henry Rollins), otkriva da se obitelj zbog kemijskog otpada ostavljenog u šumi kroz generacije deformirala u mutante i ljudoždere.

## Uloge
- Erica Leerhsen kao Nina Papas
- Henry Rollins kao Dale Murphy
- Texas Battle kao Jake Washington
- Daniella Alonso kao Amber
- Steve Braun kao Jonesy
- Crystal Lowe kao Elena
- Matthew Currie Holmes kao Micheal/˝M˝
- Aleksa Palladino kao Mara
- Kimberly Caldwell kao Kimberly
- Wayne Robson kao starac
- Ken Kirizinger kao Pa
- Ashlea Earl kao Ma
- Clint Carleton kao Brother
- Rorelee Tio kao Sister
- Jeff Scrutton kao Three-Finger
- Cedric De Souza kao Neil
- John Stewart kao Wojo
- Bro Gilbert kao Chris
- Patton Oswalt kao Tommy(glas)

## Produkcija
Krivo skretanje 2 se počelo snimati 29. svibnja 2006., a završilo je 30. lipnja 2006. u Vancouveru. Trailer je prikazan na festivalu Fangoria weekend of horrors u Chicagu 25. veljače 2007. Premijera je bila 25. kolovoza u Velikoj Britaniji, a 21. rujna u SAD-u.

## Vanjske poveznice
- Stranica na imdb-u
- Pogrešno skretanje 2  Arhivirana inačica izvorne stranice od 22. studenoga 2011. (Wayback Machine)